# Mariano Andrés Armentano
Mariano Armentano (Buenos Aires, 12 de juliol de 1974) és un futbolista argentí, que ocupa la posició de davanter. Té també nacionalitat italiana.
Va jugar al Vélez Sarsfield, Estudiantes, Rosario Central i Racing de Avellaneda abans de fer el salt a Europa el 1998, si descomptem una breu estada al futbol suís. Des de 1998 fins al 2007 va actuar en diversos equips de la competició espanyola, tant de Primera com de Segona Divisió: Elx CF, CA Osasuna, Rayo Vallecano… El 2008 retorna al seu país per jugar amb l'All Boys.